# Gaspar II de Coligny

Gaspard de Châtillon, conde de Coligny, barão de Beaupont e Beauvoir, Montjuif, Roissiat, Chevignat e outros lugares, mais conhecido como Gaspard de Coligny (Châtillon-sur-Loing, 16 de fevereiro de 1519 — Paris, 24 de agosto de 1572) foi um almirante francês e líder huguenote.
Foi assassinado em Paris em 1572, durante o massacre da noite de São Bartolomeu, depois de ter sofrido um atentado praticado por Maurevert do qual saiu ferido, depois de uma visita ao Rei Carlos IX. Apesar de gozar de grande estima do rei, foi traído e assassinado por comando do Duque de Guise (Henrique de Lorraine). Seu corpo foi defenestrado e depois decapitado. Foi um influente estadista e líder dos calvinistas franceses, os huguenotes.